# Médouneu
Médouneu es una comuna gabonesa, capital (chef-lieu) del departamento de Haut-Komo de la provincia de Woleu-Ntem.
En 2013 la comuna tenía una población de 2497 habitantes, de los cuales 1198 eran hombres y 1299 eran mujeres.
La localidad se llamaba históricamente Maghane Me Ni, que en fang significa "cruce de cuatro rutas". Su topónimo actual se lo dieron los colonos franceses como consecuencia de un error de traducción al hablar con los habitantes locales. La economía local se basa principalmente en la agricultura.
Se ubica sobre la carretera N5, a medio camino entre Oyem y Libreville y junto a la frontera con Guinea Ecuatorial. El río Komo fluye cerca de la localidad. También se halla cerca de la localidad el parque nacional de los Montes de Cristal.